# NGC 7200
NGC 7200 este o galaxie situată în constelația Indianul. A fost descoperită în 30 septembrie 1834 de către John Herschel. Se află la o distanță de 34,83 de megaparseci de Pământ.